# Фуенте-дель-Маестре
Фуенте-дель-Маестре (ісп. Fuente del Maestre) — муніципалітет в Іспанії, у складі автономної спільноти Естремадура, у провінції Бадахос. Населення — 6946 осіб (2010).
Муніципалітет розташований на відстані близько 320 км на південний захід від Мадрида, 60 км на південний схід від Бадахоса.

## Демографія
Динаміка населення (INE ):

## Галерея зображень

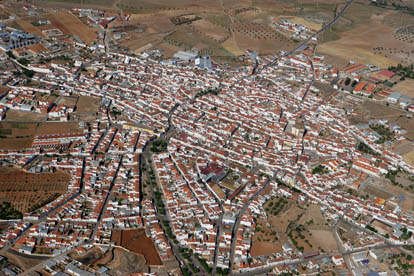
Панорама міста Фуенте-дель-Маестре
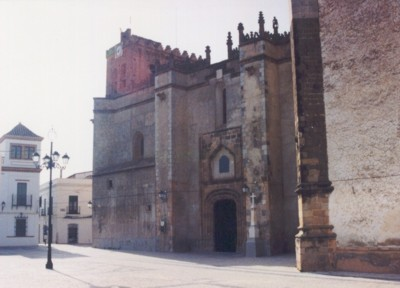
Парафіяльна церква